# Ornithodira
Die Ornithodira sind eine Großgruppe der Archosaurier. Es handelt sich um ein sogenanntes knotenbasiertes Taxon, das definiert ist als jene Klade, die den letzten gemeinsamen Vorfahren der Flugsaurier (Pterosaurier) und Dinosaurier und alle dessen Nachkommen (und damit auch die Vögel) umfasst.

## Etymologie und Konzept
Der Name Ornithodira ist zusammengesetzt aus der griechischen Vorsilbe ὀρνιθο- (ornitho-) für Begriffe im Zusammenhang mit Vögeln und dem Wort δειρή (deire) für „Hals“. Er bezieht sich auf ein charakteristisches Merkmal dieser Gruppe, die S-förmig gekrümmte Halswirbelsäule, wie sie heute noch typisch für Vögel ist, und wurde von Jacques Gauthier im Jahre 1986 geprägt.

## Merkmale

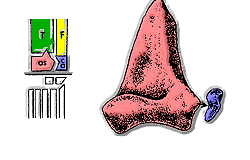
Sprunggelenk der Ornithodiren (abgeleitetes Mesotarsalgelenk)

Die Zusammenfassung der Flugsaurier, Dinosaurier und einiger weiterer Taxa zu einer gemeinsamen Gruppe gründet sich, neben der S-förmig gekrümmten Halswirbelsäule, auf den typischen Bau des Fußgelenks, wobei das Gelenk zwischen den „oberen“, näher zum Kniegelenk liegenden (proximalen) Fußwurzelknochen Astragalus und Calcaneus und den „unteren“, näher zur Fußspitze (distalen) Fußwurzelknochen (Tarsalia distalia) verläuft. Man sprich hierbei von einem Mesotarsalgelenk (Gelenkung in der „Mitte“ der Fußwurzel). Diese Anordnung in Verbindung mit verlängerten Zehenknochen erlaubt den Tieren eine digitigrade Fortbewegung, also den Gang auf ihren Zehen. Die Ornithodira werden ihrer Schwestergruppe Crurotarsi, bestehend aus einigen ausgestorbenen Taxa wie den Phytosauria sowie den rezenten Krokodilen, gegenübergestellt, bei denen das Fußgelenk zwischen Astragalus und Calcaneus liegt, was ihre Vertreter mit der gesamten Fußsohle auftreten lässt. Die Ornithodira besitzen, mit Ausnahme einiger weniger Dinosauriergruppen, keine in die Rückenhaut eingelagerten Knochenplättchen (sogenannte dorsale Osteoderme), wie sie für typisch für Crurotarsier und die heutigen Krokodile sind.

### Federevolution
Eine Kontroverse in den 1990er Jahren darüber, ob der compsognathide Dinosaurier Sinosauropteryx gefiedert war oder nicht, führte zu der Erkenntnis, dass Federn bei nichtavischen Dinosauriern weit verbreitet waren. Nicht nur Theropoden, sondern auch Ornithischia hatten eine Vielzahl von Federtypen, von denen viele mit denen der Theropoden übereinstimmen; dies legte nahe, dass Federn schon in der Trias, vor dem Ursprung der Dinosaurier, entstanden sein könnten. Um 2020 veröffentlichte Berichte über Pterosaurierfunde zeigten, dass auch diese Flugsaurier eine Reihe einfacher Federtypen besaßen, die alle denen von Vögeln und Dinosauriern entsprechen; damit setzte sich die Erkenntnis durch, dass Federn ein Körpermerkmal sind, das allen Ornithodira gemein ist.

## Systematik
Da die Gattung Scleromochlus, die in der Vergangenheit als basaler Vertreter der Pterosaurier galt, neueren Analysen zufolge außerhalb der Ornithodira steht, sind die Ornithodira nunmehr nicht das Schwestertaxon der Crurotarsi, sondern das Schwestertaxon von Scleromochlus.
- Archosauria (Archosaurier-Kronengruppe, Avesuchia)
  - Crurotarsi
  - Avemetatarsalia
    - Scleromochlus †
    - Ornithodira
      - Flugsaurier (Pterosauria) †
      - Dinosauromorpha
        - Lagerpeton †
        - Dinosauriformes
          - Marasuchus †
          - Silesauridae †
          - Dinosaurier (Dinosauria)
            - Vögel (Aves, Avialae)